# North Lima
North Lima es un lugar designado por el censo ubicada en el condado de Mahoning en el estado estadounidense de Ohio.

## Geografía
North Lima se encuentra ubicada en las coordenadas 40°56′54″N 80°39′32″O / 40.94833, -80.65889.